# 罗讷河畔索尔斯
罗讷河畔索尔斯（法語：Saulce-sur-Rhône，法語發音：[sols syʁ ʁon]）是法国德龙省的一个市镇，位于该省西部，属于瓦朗斯区。

## 地理
罗讷河畔索尔斯（44°42'13"N, 4°47'57"E）面积18.43 平方千米，位于法国奥弗涅-罗讷-阿尔卑斯大区德龙省，该省份为法国东南部内陆省份，北起顺时针与伊泽尔省、上阿尔卑斯省、上普罗旺斯阿尔卑斯省、沃克吕兹省和阿尔代什省接壤。
与罗讷河畔索尔斯接壤的市镇（或旧市镇、城区）包括：拜克斯、克利尤斯克拉、德龙河畔洛里奥勒、米尔芒德、莱图雷特。

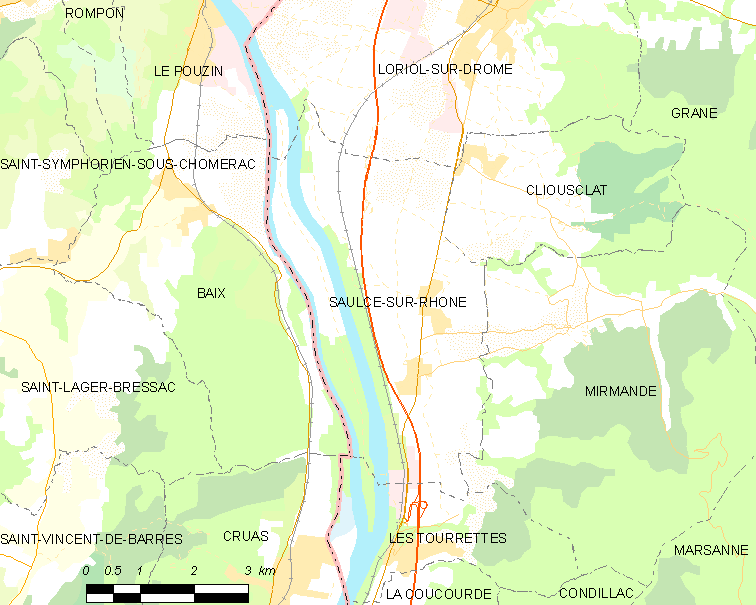
罗讷河畔索尔斯的OSM定位图

罗讷河畔索尔斯的时区为UTC+01:00、UTC+02:00（夏令时）。

## 行政
罗讷河畔索尔斯的邮政编码为26270，INSEE市镇编码为26337。

## 政治
罗讷河畔索尔斯所属的省级选区为蒙特利马尔第一县。

## 人口

1962-2008年间罗讷河畔索尔斯人口变化图示

罗讷河畔索尔斯于2022年1月1日时的人口数量为1882人。